# 西安市 (中华人民共和国直辖市)
西安直辖市，中华人民共和国已撤消的直辖市。延续自民国时期设置的西安市。

## 历史沿革
1949年时，中共政权在陕西省境内，设置陕北、陕南两个行署区。5月20日，解放军第一野战军下属的第六军16师、17师攻占西安飞机场和西安西门。21日，解放军举行入城仪式。24日，中国人民解放军西安市军事管制委员会成立，接管西安城市事务。随即，成立中国共产党西安市委员会和西安市人民政府。中共中央西北局、陕甘宁边区政府和西北军区迁驻西安。西安市人民政府亦隶属于陕甘宁边区政府。
10月，中华人民共和国建立，以北京市为首都。当时，中华人民共和国行政区划体系中，共設有12個中央人民政府直接管辖的直辖市。其后，除北京、天津外，皆為大行政區代管。
1949年底，解放军基本攻占陕西全境。1950年1月，中国共产党陕西省委员会、陕西省人民政府相继在西安市成立。陕北、陕南两个行署区归于陕西省领导，后相继撤销，但西安市未并入陕西省。1月19日，陕甘宁边区政府撤销，建立西北军政委员会（即西北大行政区）。西安市人民政府归西北军政委员会领导。1953年3月，由于大行政区委员会不再是一级政权，依照政务院的决定，西安市与其它大行政区直辖市一样，改称中央直辖市，但仍由西北行政委员会领导。
1954年6月19日，中央人民政府做出决定撤销大行政区。西北大行政区撤销后，西安市方才于8月24日并入陕西省。